# فرودگاه تی‌اس‌تی‌سی وکو
فرودگاه تی‌اس‌تی‌سی وکو (به انگلیسی: TSTC Waco Airport) یک فرودگاه همگانی با کد یاتا CNW است که یک باند فرود آسفالت دارد و طول باند آن ۲۶۲۱ متر است. این فرودگاه در شهر ویکو، تگزاس کشور ایالات متحده آمریکا قرار دارد و در ارتفاع ۱۴۳٫۳ متری از سطح دریا واقع شده است.